# Steinhardt Jakab
Steinhardt Jakab (Makó, 1818. december 17. – Arad, 1885. február 2.) magyar rabbi.

## Életpályája
Tanítványa volt Ullmann Eleazár makói rabbinak, majd a Chaszam Szóférnek Pozsonyban. Az 1843-iki országgyűlés alatt kőnyomatos lapot szerkesztett Hírnök címmel. Chorin Áron halála (1844) után ő lett az aradi főrabbi. 40 évig (1844–1885) dolgozott Aradon. 1868-ban az Izraeliták egyetemes kongresszusán a haladópárt egyik vezére volt. 1877-ben alapító tagja volt az Országos Rabbiszemináriumnak és az intézet vezérlőbizottsági tagja volt 1885-ig.

## Magánélete
1843-ban házasságot kötött Löffler Rozáliával.

## Hitszónoklatai
- Egyházi beszéd, tartotta Baján az újonnan épült izraelita templom felszentelése alkalmával (Arad, 1845)
- Auftrittspredigt (Arad, 1845)
- A király születésnapján tartott magyar beszéd (Arad, 1845)
- Beszéd, mely az aradi izraelita templomban 1846 aug. 29. a magyar izraelitáktól fizettetni szokott türelmi adó kegyelmes királyi, leirat által történt eltöröltetése miatt rendezett egyházi ünnepélyen tartatott (1846)
- Predigt zur Feier der glückl. Geneung Franz Josef I.... in der Synagoge zu Nagy-Várad (1853)
- Rede am Sarge des seligen Herrn Friedrich Gross (1858)
- Rede (1860)
- A korlátozások felfüggesztése alkalmából; továbbá Lőw Lipót feletti emlékbeszéde a Löw Lipót végtisztessége című műben